# Segunda Batalha de Tikrit
A Segunda Batalha de Tikrit ou Ticrite foi uma batalha em que as forças iraquianas recapturaram a cidade de Tikrit (capital da província de Saladino) do Estado Islâmico do Iraque e do Levante (Daexe). As forças iraquianas consistiam nas forças de segurança do governo e nas Forças de Mobilização Popular (a maior parte das forças terrestres, composta por milicianos xiitas e também alguns membros de tribos sunitas), recebendo assistência dos oficiais iranianos da Força Quds por terra e das forças aéreas estadunidenses, britânicas e francesas.
A cidade de Tikrit, localizada na parte central da província de Saladino, ao norte de Bagdá e de Samarra, e situada adjacente do rio Tigre, foi perdida para o Estado Islâmico durante os grandes avanços feitos pelo grupo em sua ofensiva de junho de 2014. Depois de sua captura, o Estado Islâmico retaliou com o massacre de Camp Speicher, uma instalação de treinamento nas proximidades da força aérea iraquiana. Após meses de preparação e de coleta de informações, as forças iraquianas se envolveram em operações ofensivas para cercarem completamente e posteriormente retomarem a cidade, a partir de 2 de março de 2015. A ofensiva foi a maior operação contra o Estado Islâmico até à data, envolvendo cerca de 20 000 a 30 000 forças iraquianas (superando em número os combatentes do Estado Islâmico em mais de dois para um), com um número estimado de 13 000 combatentes do Estado Islâmico. Foi relatado que 90% dos residentes da cidade partiriam por medo tanto do Estado Islâmico como dos ataques retaliatórios pelas milícias xiitas uma vez que a cidade foi capturada. Como tal, a maioria dos residentes fugiram para cidades próximas, como Bagdá e Samarra, ou mesmo para o Curdistão iraquiano ou para o Líbano.
Em 4 de abril, após vários dias de combates pesados e atos de vingança cometidos por algumas milícias xiitas, a situação na cidade foi estabilizada, e os últimos focos de resistência do Estado Islâmico foram declarados como eliminados, com um major da polícia iraquiana relatando que "a situação agora está calma."   No entanto, em 5 de abril, prosseguiria a resistência de 500 combatentes do Estado Islâmico na cidade, que persistiu por mais uma semana a medida que as forças do governo continuaram vasculhando Tikrit para encontrar combatentes do Estado Islâmico escondidos, especialmente no norte da província de Cadésia. Em 12 de abril de 2015, as forças iraquianas declararam que Tikrit estava finalmente livre de todas as forças do Daexe, afirmando que a cidade estava segura para os residentes retornarem. No entanto, os bolsões de resistência persistiram até 17 de abril, quando os últimos 140 agentes dormentes do Estado Islâmico na cidade foram mortos. As operações de limpeza e desarmamento na cidade continuaram, mas as autoridades iraquianas previram que levaria pelo menos vários meses para remover os estimados 5.000 a 10.000 artefatos explosivos improvisados deixados pelo Estado Islâmico em Tikrit.